# Mezei zsázsa
A mezei zsázsa (Lepidium campestre) a káposztafélék családjába tartozó, Európában és Észak-Amerikában általánosan elterjedt, gyakori gyomnövény. 

## Külseje

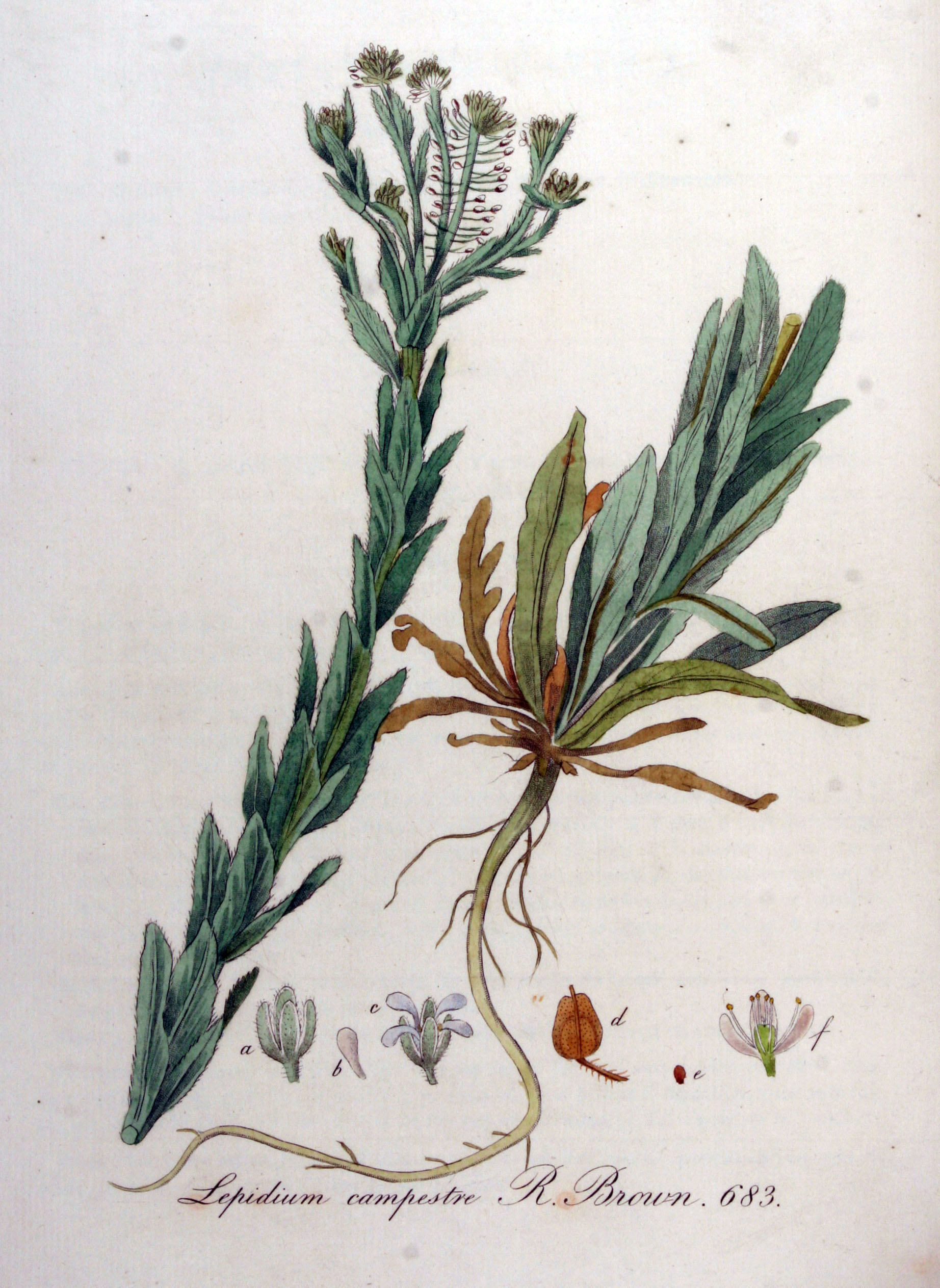
Mezei zsázsa egy 1846-os holland botanikakönyvben

A mezei zsázsa 20–40 cm magas egy- vagy kétnyári, lágyszárú növény. A kikelő csíranövény sziklevelei rövid ovális, majdnem kerek formájúak, 7–8 mm szélesek. Első levelei átellenesek, az alapjuknál ék formájúak, a csúcsuk lekerekített; a következő levelek már szórtan helyezkednek el a száron, összességükben tőlevélrózsát formáznak. Szárát és leveleit fiatalon és kifejletten is apró szőrök borítják.
A kifejlett zsázsa felálló szárú, tetején elágazó, sűrűn leveles, rövid szőrökkel borított. Levelei nem tagoltak, szélük fogazott, gyakran hullámos. A tőrózsát alkotó levelek tojásdadok, nyéllel kapcsolódóak; a száron sorakozó levelek lándzsa alakúak, keskenyek, nyilazó vállal közvetlenül csatlakoznak a szárhoz.
Virágai az elágazó szárvégeken fürtökben helyezkednek el, a folyamatosan növekvő csúcson állandóan virágoznak, az idősebb virágok és a termések lejjebb helyezkednek el. Virágai kicsik, jelentéktelenek; négy fehér vagy zöldesfehér, 2–3 mm-es szirom és négy hegyes zöld vagy lilászöld csészelevél alkotja őket. Május-júniusban virágzik.
Becőtermése 4–6 mm hosszú ovális, lapos, két magot tartalmaz. Körben - főleg felül - szárnyszerű szegély keretezi, amely csúcsán kicsit becsípett. A termés érése július-augusztus során történik. Magvai vörösbarna vagy vörösessárga színűek. 

## Elterjedése és termőhelye
Eurázsiai eredetű növény (feltehetően a Kaukázus, Kis-Ázsia vagy Dél-Oroszország vidékéről származik), egész Európában honos de megtalálható a Közel-Keleten, és Oroszországban is egészen Kínáig. Észak-Amerikába behurcolták, ma szinte az egész Egyesült Államokban és Kanadában (az északi hideg területek kivételével) előfordul.
Gyakori de szórványos előfordulású gyomnövény, parlagon hagyott területeken, szántóföldek, utak mentén. Jól művelt szántóföldön nem jellemző. Esetenként a herevetőmaggal olyan táblákba is beviszik, ahol korábban hosszú ideig hiányzott. Melegkedvelő, főleg tápanyagban dús agyagtalajok növénye. 

## Felhasználása
A mezei zsázsa fiatal leveleinek kellemes, retekre, mustárra emlékeztető íze van, salátákban fogyasztható. Idősebb levelei már túlságosan keserűvé válnak. Magvai csípősek, összetörve fűszerként használhatóak.